# Nacht van de Atletiek 2010

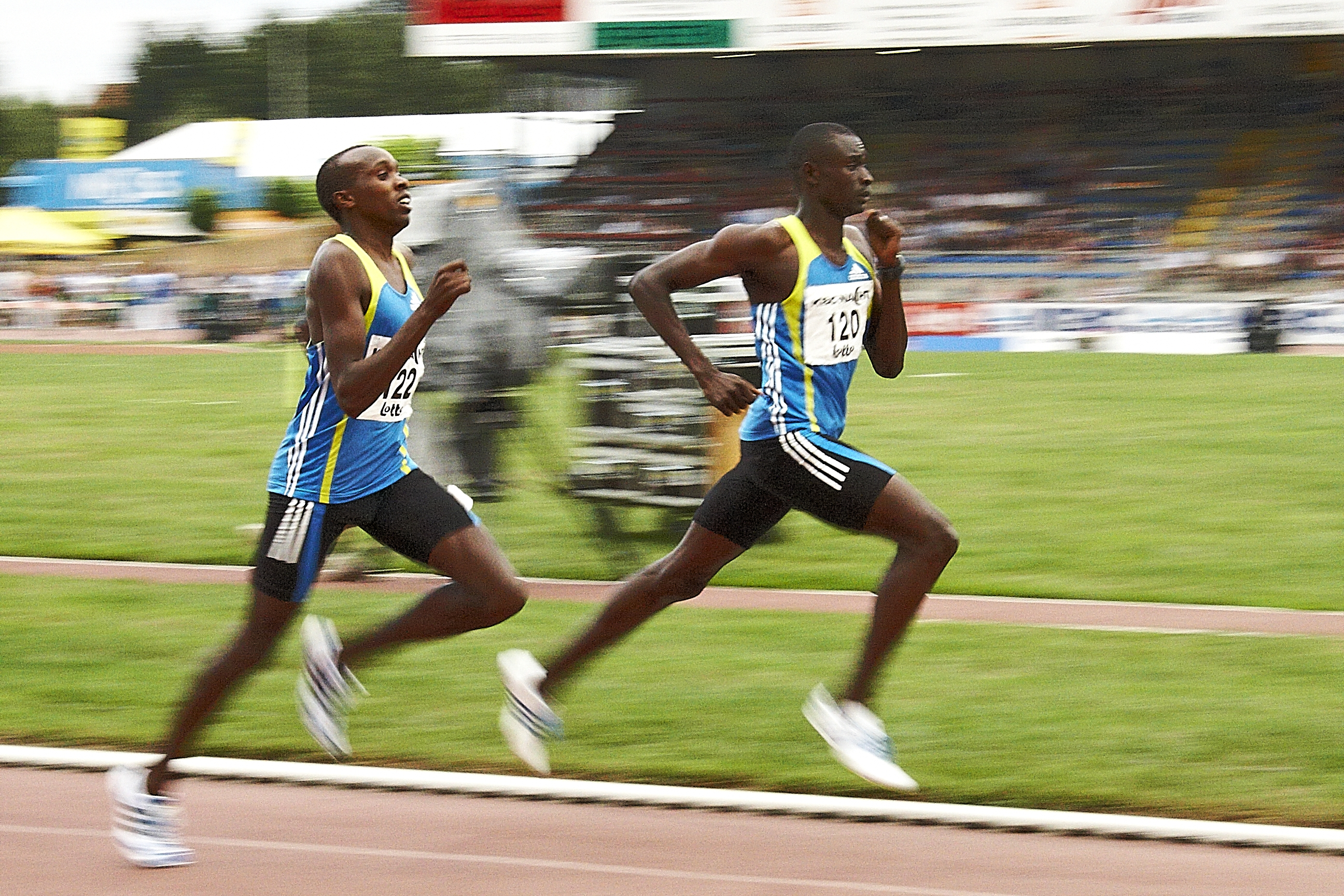
Nacht van de Atletiek 2010

De Nacht van de Atletiek 2010 was een atletiektoernooi dat op 10 juli 2010 plaatsvond. Deze wedstrijd werd gehouden in het Stadion De Veen in Heusden.

## Uitslagen

### Hoofdprogramma

#### Mannen

##### 200 m
| rang   | atleet            | land | prestatie (tijd) |
| ------ | ----------------- | ---- | ---------------- |
| Goud   | Mario Forsythe    | JAM  | 20,43 s PB       |
| Zilver | Xavier Carter     | USA  | 20,47 s          |
| Brons  | Jared Connaughton | CAN  | 20,65 s          |

##### 800 m
Onder 23 jaar
| rang   | atleet        | land | prestatie (tijd) |
| ------ | ------------- | ---- | ---------------- |
| Goud   | Masato Yokota | JPN  | 1m 46,63 s SB    |
| Zilver | Jonas Windy   | RSA  | 1m 46,64 s       |
| Brons  | S/ren Ludolph | GER  | 1m 47,29 s SB    |

Nationaal
| rang   | atleet            | land | prestatie (tijd) |
| ------ | ----------------- | ---- | ---------------- |
| Goud   | David Rudisha     | KEN  | 1m 41,51 s WL NR |
| Zilver | Belal Mansoor Ali | QAT  | 1m 48,14 s       |
| Brons  | Nadjim Manseur    | ALG  | 1m 48,32 s SB    |

##### 1500 m
Nationaal
| rang   | atleet         | land | prestatie (tijd) |
| ------ | -------------- | ---- | ---------------- |
| Goud   | Daniël Komen   | KEN  | 3m 32,16 s       |
| Zilver | Ismael Kombich | KEN  | 3m 33,31 s pB    |
| Brons  | AJ Acosta      | USA  | 3m 36,48 s PB    |

##### 5000 m
A-serie
| rang   | atleet                | land | prestatie (tijd) |
| ------ | --------------------- | ---- | ---------------- |
| Goud   | Jacob Cheshari        | KEN  | 12m 59,72 s PB   |
| Zilver | Josphat Kiprono Menjo | KEN  | 13m 00,67 s PB   |
| Brons  | Leonard Komon         | KEN  | 13m 17,32 s      |

B-serie
| rang   | atleet           | land | prestatie (tijd) |
| ------ | ---------------- | ---- | ---------------- |
| Goud   | Mert Girmalegese | TUR  | 13m 34,73 s PB   |
| Zilver | Kemal Koyuncu    | TUR  | 13m 35,72 s PB   |
| Brons  | Scott Bauhs      | USA  | 13m 36,77 s      |

##### 4x400m
| rang   | atleet 1        | atleet 2       | atleet 3         | atleet 4        | land    | prestatie (tijd) |
| ------ | --------------- | -------------- | ---------------- | --------------- | ------- | ---------------- |
| Goud   | Nils Duerinck   | Antoine Gillet | Kevin Borlée     | Arnaud Ghislain | BEL     | 3m 02,82 s       |
| Zilver | Erison Hurtault | Donald Sanford | Matt Daniels     | Laron Bennett   | DMA USA | 3m 02,95 s       |
| Brons  | Joeri Moerman   | Pelle Rietveld | Dennis Spillekom | Bjorn Blauwhof  | NED     | 3m 06,37 s       |

##### 3000 m Steeple
| rang   | atleet             | land | prestatie (tijd) |
| ------ | ------------------ | ---- | ---------------- |
| Goud   | Brahim Taleb       | MAR  | 8m 17,71 s SB    |
| Zilver | Abdellatif Chemlal | MAR  | 8m 18,36 s       |
| Brons  | Hillary Yego       | KEN  | 8m 19,50 s PB    |

##### Polsstokhoogspringen
| rang   | atleet         | land | prestatie (hoogte) |
| ------ | -------------- | ---- | ------------------ |
| Goud   | Hendrik Gruber | GER  | 5,70m PB           |
| Zilver | Jeremy Scott   | USA  | 5,60m              |
| Brons  | Kevin Rans     | BEL  | 5,40m SB           |

##### Speerwerpen
| rang   | atleet         | land | prestatie (afstand) |
| ------ | -------------- | ---- | ------------------- |
| Goud   | Jakub Vadlejch | CZE  | 78,57m              |
| Zilver | Peter Esenwein | GER  | 76,50m              |
| Brons  | Tom Goyvaerts  | BEL  | 76,46m              |

#### Vrouwen

##### 200 m
Nationaal
| rang   | atleet         | land | prestatie (tijd) |
| ------ | -------------- | ---- | ---------------- |
| Goud   | Me'Lisa Barber | USA  | 23,18 s          |
| Zilver | Olivia Borlée  | BEL  | 23,32 s SB       |
| Brons  | Osayomi Damola | NGR  | 23,44 s SB       |

##### 400 m
| rang   | atleet             | land | prestatie (tijd) |
| ------ | ------------------ | ---- | ---------------- |
| Goud   | Shereefa Lloyd     | JAM  | 51,48 s SB       |
| Zilver | Moushaumi Robinson | USA  | 51,49 s SB       |
| Brons  | Clora Williams     | USA  | 52,72 s          |

##### 800 m
Onder 23 jaar
| rang   | atleet              | land | prestatie (tijd) |
| ------ | ------------------- | ---- | ---------------- |
| Goud   | Corinna Harrer      | GER  | 2m 04,89 s       |
| Zilver | Sofia Berg          | SWE  | 2m 05,72 s       |
| Brons  | Camilla De Bleecker | BEL  | 2m 06,89 s       |

##### 1500 m
| rang   | atleet        | land | prestatie (tijd) |
| ------ | ------------- | ---- | ---------------- |
| Goud   | Abebe Arigawi | ETH  | 4m 01,96 s PB MR |
| Zilver | Erin Donohue  | USA  | 4m 03,91 s PB    |
| Brons  | Nikki Hamblin | NZL  | 4m 05,93 s NR    |

##### 4x400m
| rang   | atleet 1         | atleet 2               | atleet 3        | atleet 4           | land | prestatie (tijd) |
| ------ | ---------------- | ---------------------- | --------------- | ------------------ | ---- | ---------------- |
| Goud   | Wendy Den Haeze  | Olivia Borlée          | Axelle Dauwens  | Elke Bogemans      | BEL  | 3m 34,33 s SB    |
| Zilver | Marit Dopheide   | Esther Van der Leijcke | Sanne Verstegen | Nicky van Leuveren | NED  | 3m 34,76 s       |
| Brons  | Kimberley Efonye | Sofie Daelemans        | Lindsey Cozijns | Justine Desondre   | BEL  | 4m 16,13 s       |

##### 100 m horden
| rang   | atleet        | land | prestatie (tijd) |
| ------ | ------------- | ---- | ---------------- |
| Goud   | Damu Cherry   | USA  | 12,67 s          |
| Zilver | Kellie Wells  | USA  | 12,93 s          |
| Brons  | Eline Berings | BEL  | 13,14 s SB       |

##### Hoogspringen
| rang   | atleet           | land | prestatie (hoogte) |
| ------ | ---------------- | ---- | ------------------ |
| Goud   | Ariane Friedrich | GER  | 2,02m SB           |
| Zilver | Tia Hellebaut    | BEL  | 1,95m SB           |
| Brons  | Vita Stopina     | UKR  | 1,92m              |

##### Kogelstoten
| rang   | atleet              | land | prestatie (astand) |
| ------ | ------------------- | ---- | ------------------ |
| Goud   | Melissa Boekelman   | NED  | 17,96m             |
| Zilver | Christina Schwanitz | GER  | 17,69m             |
| Brons  | Sophie Kleeberg     | GER  | 16,50m             |

## Legenda
- AR = Werelddeelrecord (Area Record)
- MR = Evenementsrecord (Meeting Record)
- SB = Beste persoonlijke seizoensprestatie (Seasonal Best)
- PB = Persoonlijk record (Personal Best)
- NR = Nationaal record (National Record)
- ER = Europees record (European Record)
- WL = 's Werelds beste seizoensprestatie (World Leading)
- WJ = Wereld juniorenrecord (World Junior Record)
- WR = Wereldrecord (World Record)

2009 ·
2010 ·
2011 ·
2012 ·
2013